# Córrego Fundo
Córrego Fundo este un oraș în unitatea federativă Minas Gerais (MG), Brazilia.